# MR-angiografi
MR-angiografi (MRA) er en medicinsk teknik til at tage et 3D-billede af blodårerne (angiografi) i en patient vha. MRI.
| Fysik | Spire Denne artikel om fysik er en spire som bør udbygges. Du er velkommen til at hjælpe Wikipedia ved at udvide den. |